# Carnevale di Trinidad e Tobago
Il Carnevale di Trinidad e Tobago è un evento annuale ormai di portata mondiale al pari di simili manifestazioni: Carnevale di Venezia, Carnevale di Viareggio e il Carnevale di Rio de Janeiro.

## Il Carnevale antico, le origini

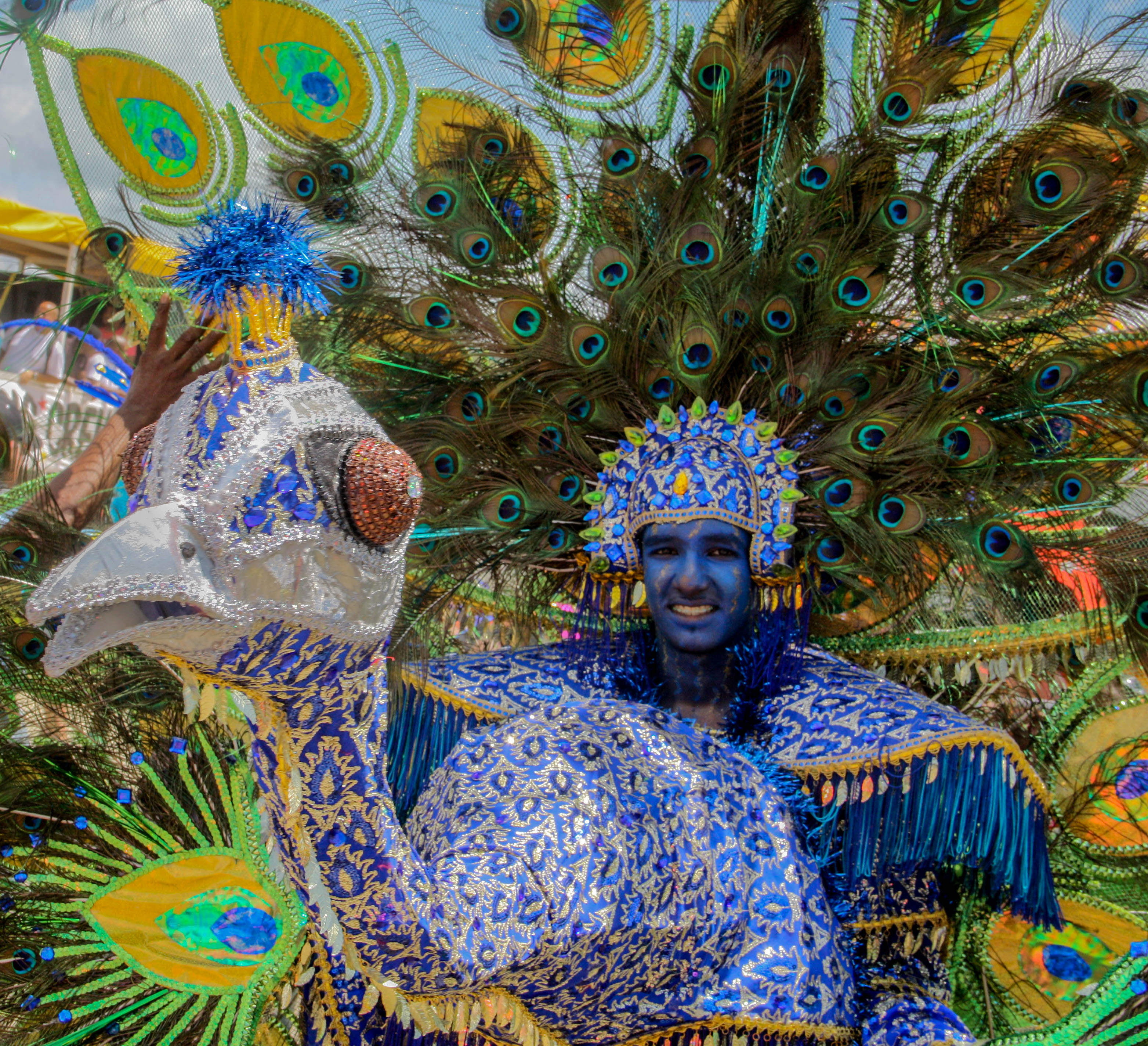
Martedì Grasso.

Con la scoperta dell'isola nel 1498 durante il terzo viaggio di Cristoforo Colombo, Trinidad diviene territorio e colonia dell'Impero Spagnolo, avamposto strategico e privilegiato, grazie alla sua favorevole posizione geografica, per il controllo della contigua area continentale corrispondente all'odierna America Meridionale. La Corona di Spagna, che aveva molto contribuito allo sviluppo e al progresso dell'isola, con la Cedula della Popolazione (Carta de Poblaciò) del 1783 estende e favorisce gli europei disposti a trasferirsi a Trinidad. Con questa legge i coloni francesi, per sfuggire ai disordini della Rivoluzione francese in madrepatria, i loro schiavi creoli, uomini di colore e mulatti liberi dalle isole vicine di Saint Vincent, Grenadine, Grenada, Guadalupe, Martinica e Dominica, hanno popolato Trinidad per lavorare le piantagioni di canna da zucchero, incentivati dall'esenzione dalle tasse per dieci anni e le attribuzioni di appezzamenti di terreno idonei alle coltivazioni. La popolazione costituita inizialmente dagli Amerindi Caraibici e Arawak indigeni, si arricchisce di meticci e di mulatti dovuti ai consistenti traffici di schiavi africani da oltre Atlantico. Nel 1797 Trinidad divenne una colonia della Corona Britannica, con una popolazione di lingua francese e soggetta alle leggi spagnole e assieme a Tobago è inserita nei territori delle Indie Occidentali Britanniche o British West Indies nome dovuto all'erronea convinzione dello scopritore genovese d'aver raggiunto le Indie di Marco Polo effettuando il percorso via mare in senso opposto. Questi nuovi immigrati costituiscono le comunità locali di Blanchisseuse, Champs Fleurs, Cascade, Carenage e Laventille. Il Carnevale è importato dai francesi, derivato da esso e integrato dagli usi e tradizioni degli schiavi al loro servizio. Inizialmente vigeva il divieto di partecipare alle feste di stampo europeo e confinati nei loro alloggi. Col tempo anche gli schiavi furono ammessi, combinando elementi dalle loro culture alle feste dei loro padroni ma, spesso anche a imitare e talvolta scimmiottare beffardamente il comportamento dei loro superiori nei balli in maschera. Fondendo quelle che in origine erano feste per il raccolto, fatte di suoni, canto, danza, del Canboulay la simulazione di combattimenti con bastoni e i riti processionali rievocativi e commemorativi alla luce di torce, l'accompagnamento cantato e ritmato del lavoro dei campi nella forma africana Kaiso e infine la satira verso i costumi di una classe dominatrice e spesso arrogante, ecco che tutto questo costituisce il precursore dell'attuale Carnevale di Trinidad e Tobago. Con l'abolizione della schiavitù nel 1838, gli africani hanno liberato la loro versione di Carnevale per le strade attraverso l'espressione dei tamburi, delle sezioni ritmiche come il bambù Tamboo e di altri usi e costumi di ogni nuova popolazione immigrata a Trinidad. Oggi una rievocazione del Carnevale degli Schiavi J'Ouvert con i volti e i corpi dipinti con i coloranti più disparati, abiti laceri e sporchi di lavoro, si celebra con lunghe sfilate notturne all'alba del Lunedì Grasso. I combattimenti simulati con i bastoni e gli accompagnamenti musicali con percussioni dell'Africa occidentale sono stati vietati nel 1880, in risposta ai disordini Canboulay (Riots Canboulay) e le leggi inglesi dell'epoca. I bastoni sono stati sostituiti da canne di bambù,  che sono state a loro volta vietate per evitare problemi di ordine pubblico. Le percussioni sono ricomparse nel 1937 con l'utilizzo di materiali di riciclo: bottiglia-e-cucchiaio, coperchi di pentole e pattumiere, raccolte di padelle, fusti di benzina. Questi steel pans sono ora una parte importante della scena musicale di Trinidad e costituiscono una sezione popolare dei concorsi di musica denominata Canboulay. Nel 1941 la Marina degli Stati Uniti è arrivata a Trinidad e i Panmen, che sono stati inizialmente identificati con l'illegalità e la violenza, hanno contribuito a rendere popolare questa nuova forma musicale e gli strumenti tra i soldati, i quali affascinati, hanno contribuito alla divulgazione della conoscenza di questa nuova realtà su scala mondiale.

## Il Carnevale moderno

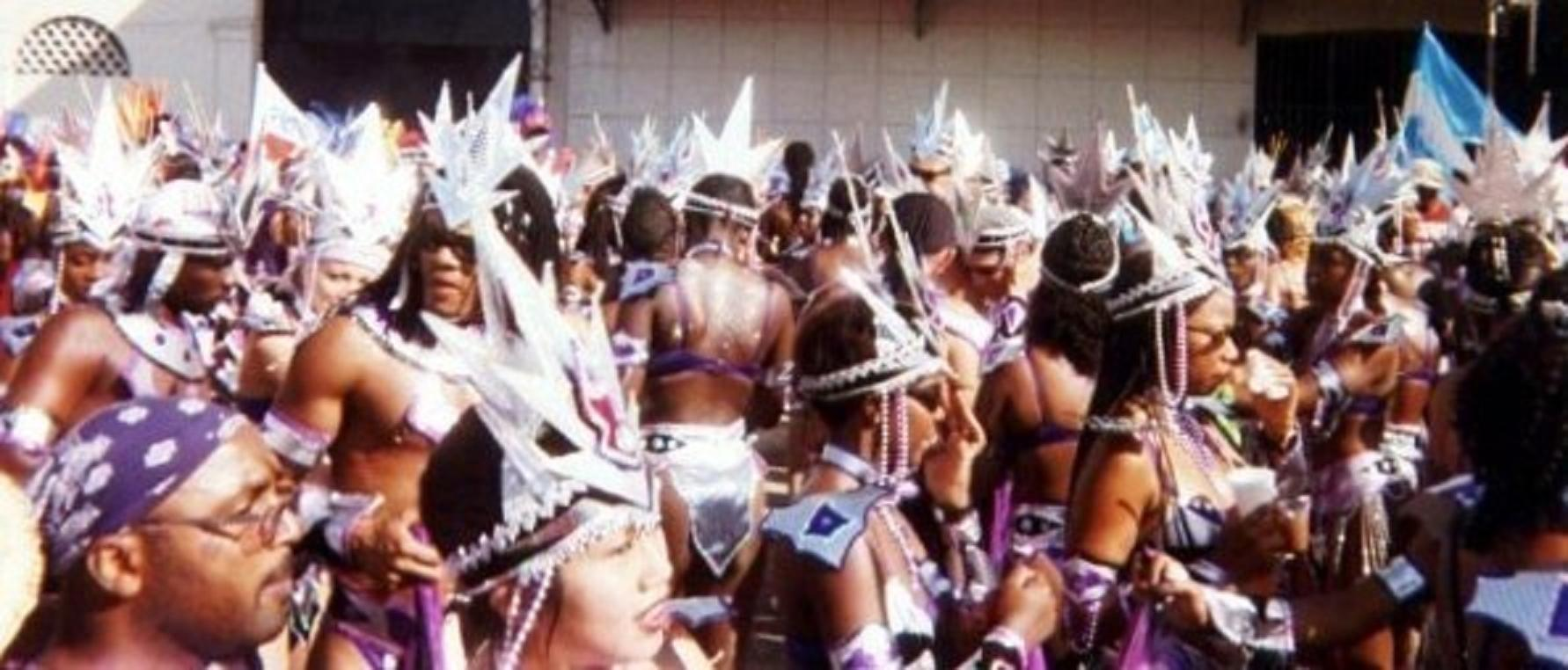
Lo schieramento "Thundermen" della sezione "Strong Men and Rude Girls" Band "Legends" al "Gran Baccanal" del Martedì Grasso.

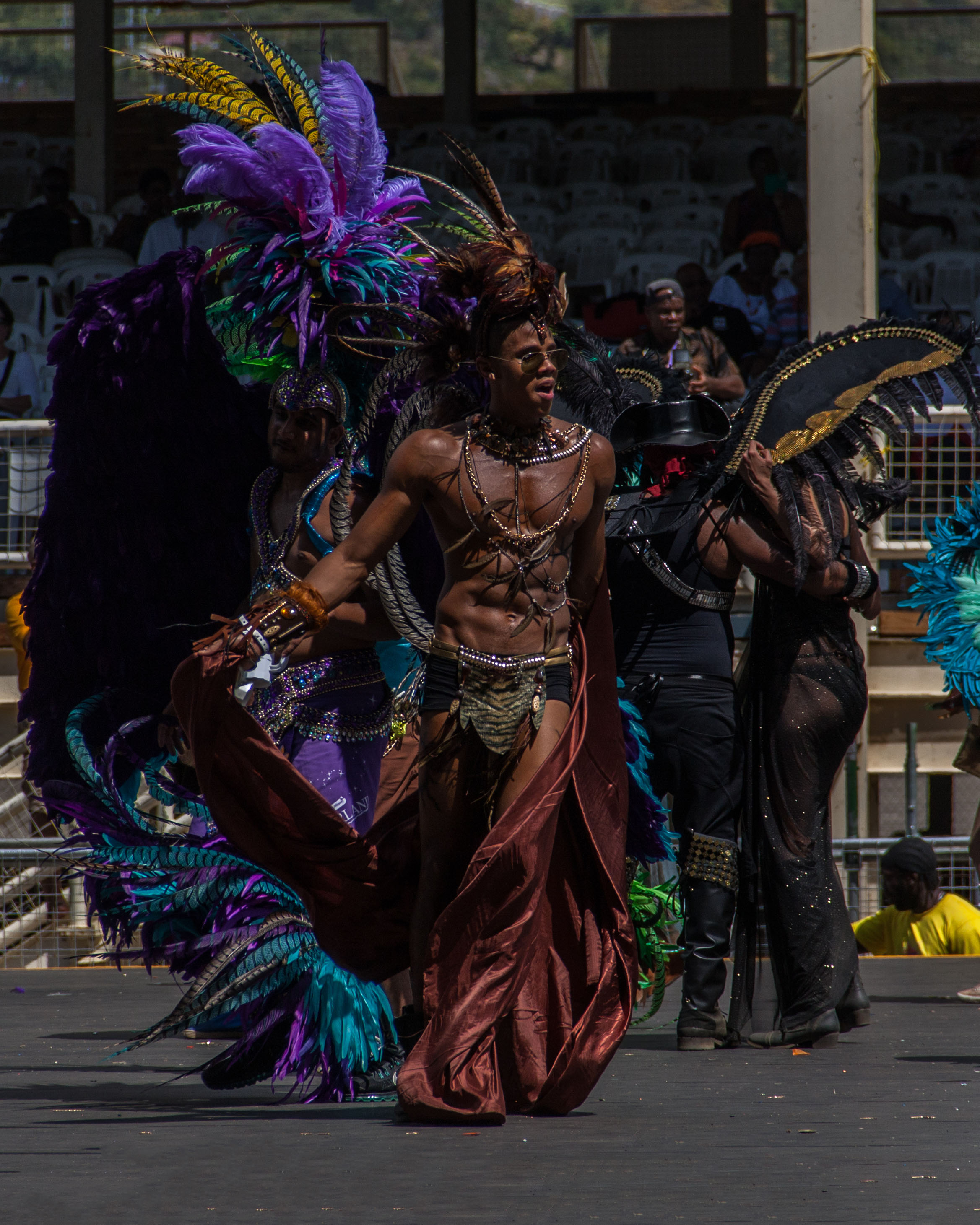
Martedì Grasso.

Il Carnevale di Trinidad e Tobago è un evento annuale che si tiene i giorni che precedono il Mercoledì delle Ceneri ed è ben noto per i costumi colorati dei partecipanti e le feste esuberanti seguendo un fittissimo calendario che anticipa di alcune settimane la parte centrale della manifestazione. Numerosi eventi culturali coinvolgono tutti gli abitanti dell'isola e le migliaia di turisti convenuti per l'occasione, in esecuzione fino alle parate del Lunedì e Martedì. "Se non si festeggia, si sta preparando o si rievoca il Carnevale", così amano ripetere i Trinidegni (o Trini) della loro manifestazione. Benché i preparativi durino tutto l'anno, le celebrazioni si aprono immediatamente dopo il Natale per il Boxing Day, il 26 dicembre giorno di Santo Stefano e da quel momento è tutto un susseguirsi di party ed eventi musicali. Si aprono le competizioni fra scuole di ballo di Calypso, Limbo (ballo) e imponenti concerti Soca. Sono presentati e lanciati i brani che costituiranno i motivi delle varie bande o gruppi mascherati, veri e propri martellamenti musicali nei vari programmi radio. Le Steelbands o bande di percussioni iniziano le preparazioni per Panorama, l'annuale competizione per bande di steel pan che si tiene dal 1963. La competizione Panorama termina il Sabato Grasso notte precedente l'inizio ufficiale del Carnevale. Il cuore della festa musicale, è il Calypso che dagli anni 1960 si è fuso con la musica indiana e lo stile funk per diventare recentemente soca calypso attraverso l'interpretazione di chantwells. Concorsi di costumi, Stickfighting o combattimenti con bastoni, di canti e balli sono componenti importanti del festival. Il Carnevale come è celebrato a Trinidad e Tobago si festeggia anche in molte altre città del mondo. Nelle aree accomunate storicamente dal Colonialismo Francese o che ospitano grandi comunità Caraibiche. Nazioni come Curaçao, Dominica, Saint Lucia, Anguilla, Antigua e Barbuda, Aruba, Barbados, Grenada, Haiti, Giamaica, Guadalupe, Saint Vincent e Grenadine, Saint Kitts e Nevis, Saint Martin, nelle Isole Vergini degli Stati Uniti e Isole Vergini Britanniche hanno il denominatore comune della celebrazione del J'Ouvert. Le grosse comunità Caraibiche all'estero organizzano imponenti festeggiamenti in date differenti che spaziano temporalmente da New Orleans, Miami col Miami Carnival, Houston col Carifest, Toronto col Caribana, New York City col Labor Day Carnival - Day Parade West Indian nonché Crown Heights quartiere di Brooklyn per concludersi con l'ultimo appuntamento durante l'ultimo bank holiday d'agosto a Londra col Notting Hill Carnival sicuramente il più affollato. Per l'elenco completo delle manifestazioni legate al Caribbean Carnival vedere Carnevale Caraibico nel mondo.

### Lunedì o J'Ouvert

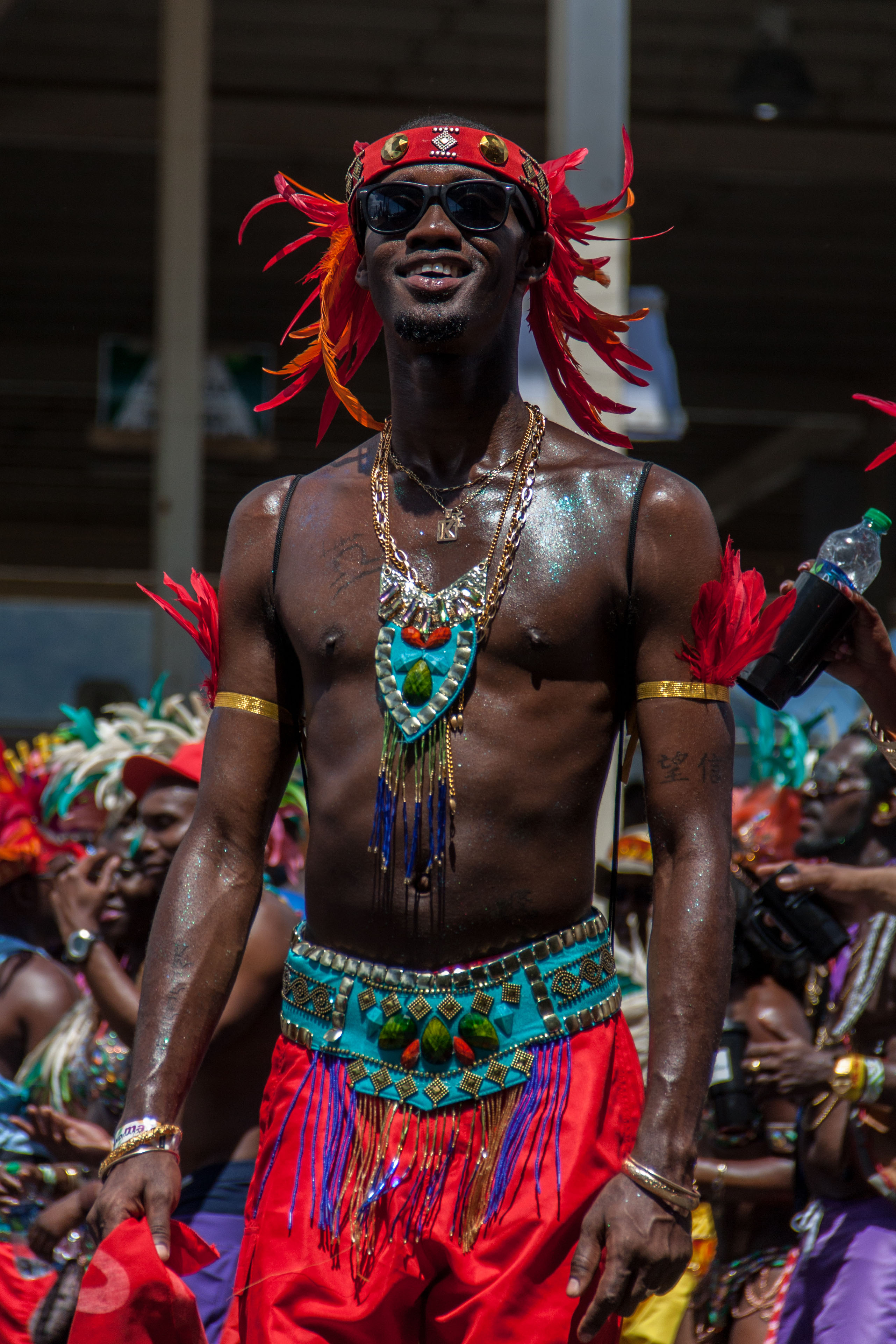
J'Ouvert.

J'Ouvert è la più rituale delle celebrazioni fra le più antiche espressioni di storia, folklore e cultura dell'isola. Unti di cioccolato, grasso, olio e pitture, catrame, melassa, bande urlanti di figuranti mimano diavoli, demoni, mostri e folletti dimenticando ogni inibizione ed esorcizzando la paura del buio, dell'oscurità ricalcando l'espressione felice e festosa degli schiavi nei festeggiamenti per la riconquistata libertà dalla schiavitù concessa nel 1838. Espressione della libertà ritrovata, rasenta gli eccessi proprio nella riproposizione dei riti carnevaleschi, è ipotizzabile che alcune tradizioni J'Ouvert riportino alla memoria i disordini civili di Port of Spain, quando la gente si sporcava di olio o vernice o catrame per evitare di essere riconosciuta. Se il Martedì è il giorno della festa, dell'abbandono dei sensi, del divertimento, il J'Ouvert è il giorno della gioiosa rievocazione, del riconoscimento delle proprie radici, dell'affermazione d'appartenenza indelebile ad identità culturale definita e consolidata. Con l'Emancipation Bill i discendenti degli schiavi adottano le pratiche Canboulay come festeggiamenti per celebrare l'Emancipation Day, ricorrenza festeggiata inizialmente il 1º agosto, anticipandola alla notte a cavallo fra la Domenica e il Lunedì Grasso. Alle 04:00 del Lunedì i rituali hanno inizio nel pieno dell'oscurità, dapprima fra un silenzio irreale che va via via animandosi da terrificanti figure che compongono processioni fra esilaranti e crescenti energici ritmi di musica soca sparata ad alto volume dagli imponenti TIR musicali e saltellando "jumping up" a migliaia per le strade eseguendo il "wining" o (gyrating of the hips). L'eccitazione e l'entusiasmo raggiungono picchi altissimi ma, il "J'Ouvert" costituisce solo una sorta di riscaldamento per quello che si prospetta con la sfilata del Martedì Grasso. Le tradizioni del J'Ouvert variano notevolmente da nazione a nazione del comprensorio dei Caraibi. A Trinidad e Tobago, una parte della tradizione detta l'uso dei coloranti sui corpi dei partecipanti noti come "Jabs Jab". Tutto ciò trova fondamento nello sviluppo agricolo in origine e successivamente nell'evolversi del settore minerario, petrolifero degli ultimi decenni, non dimenticando inoltre la presenza del più grande Lago di bitume al mondo. I tempi sono cambiati pur nel rispetto delle tradizioni, sempre più usati coloranti ad hoc su fisici scattanti e scolpiti, costumi ridotti che danno risalto a corpi statuari che di lavoro nei campi o nelle miniere han visto ben poco. Sensualità e bellezza, narcisismo e trasgressione, esteriorità e coinvolgimento, ammiccamenti e rapimenti dei sensi in un ritmo collettivo dove i veri padroni sono i flussi degli ormoni e le scariche d'adrenalina messi in circolo dagli allentati freni inibitori. Sulle isole di Dominica, Saint Lucia, Guadalupa, Saint Martin e Haiti i partecipanti celebrano suonando flauti e conchiglie o battendo tamburi dalla pelle di capra, ferri da stiro o bastoni di bambù e cantando canzoni popolari. J'Ouvert è parte integrante del Carnevale ed è soggetto a molte influenze: spagnola, inglese, francese, africana, indiana e molti altri gruppi etnici che hanno lasciato un segno indelebile.

### Martedì e il Carnevale oggi
Una caleidoscopica esplosione di colori, affollatissime bande mascherate, costumi spettacolari, assordante trascinante musica, trasgressive bisbocce, party bagordi carichi di adrenalinica trasgressività e tanta poliedrica creatività, fiumi di Rum e birra, il Carnevale di Trinidad ha esportato similari celebrazioni in tutto il mondo ma, nessun'altra manifestazione può rivaleggiare e competere in tema d'abbandono d'inibizioni, euforia e splendido, stupendo spettacolo. La sfilata del Carnival Tuesday o Martedì Grasso è preceduta dall'assembramento delle numerose e affollate band che comincia molto presto quando centinaia di migliaia di figuranti già in costume, secondo il tema della propria sezione e gruppo mascherato, si spiegano per l'ammassamento ordinato e il corteo dal protocollo e percorso prestabiliti. Ciascuna banda segue un concetto prestabilito: storico, mitologico, attuale o tropicale, concetti che possono seguire delle variazioni a seconda delle sezioni che compongono i gruppi senza mai discostarsi dal tema principale. L'itinerario del corteo prevede il transito attraverso il Queen's Park Savannah il più grande parco cittadino dove di fronte a telecamere e una giuria le varie sezioni dei gruppi scatenano il proprio dinamismo per la conquista del titolo di "Champion Band" ed essere insignita del titolo  "Masquerade Band of the Year". Quando alle 00:00 del Mercoledì delle Ceneri (Ash Wednesday) improvvisamente si spengono le luci e gli altoparlanti tacciono, tra figuranti madidi di sudore e volti rigati dal pianto termina ufficialmente un Carnevale e si gettano immediatamente le basi per quello successivo.

## Legenda
| Termine          | Descrizione |
| ---------------- | --- |
| Bacchanal        | da Baccanale, latino: Bacchanalia festività romana a sfondo propiziatorio o rievocativa. Rituali dedicati al Dio Bacco.                                                                                             |
| Masquerade       | abbreviato "Mas": Mascherata. Masquerader: personaggi in costume o figuranti delle Band. |
| Canboulay        | dal francese cannes e da brulées, che significa bastoni bruciati. Simulazione di combattimenti con bastoni e riti processionali rievocativi e commemorativi alla luce di torce di canne di bambù o di zucchero.     |
| Carnival Sunday  | o Old Mas o Big Sunday o Fat Sunday o Dimanche Gras o Domenica di Carnevale. Nomina del Re e la Regina del Carnevale.                                                                                               |
| J'Ouvert         | o Carnival Monday o Fat Monday o Lundi Gras o Lunedì Grasso: dal francese "jour ouvert" equivalente di "day open", rievocazione dei riti Canboulay dall'impronta festosa commemorativa.                             |
| Carnival Tuesday | o Mardi Gras o Fat Tuesday o Shrove Tuesday o Pancake Day o Martedì Grasso. Giornata conclusiva del Carnevale con la Grande Parata dei Gruppi Mascherati.                                                           |
| Ash Wednesday    | o Mercredi des Cendres o Mercoledì delle Ceneri. Prima giornata di Quaresima. |
| Jumping up       | salto di esultanza e di realizzazione. I figuranti più acrobatici riescono a compierlo ruotando di mezzo giro su se stessi, manifestando espressione d'incitazione o incutendo timore per far arretrare chi avanza. |
| Wining           | o winding o "gyrating of the hips" o "gyrate": movimento sensuale erotico del bacino che simula l'accoppiamento durante l'esecuzione dei balli "Soca Calypso".                                                      |
| Playing mas      | o "giocare mas": tutte le attività consentite durante i festeggiamenti del Carnevale. |

## Il Carnevale e la sua struttura

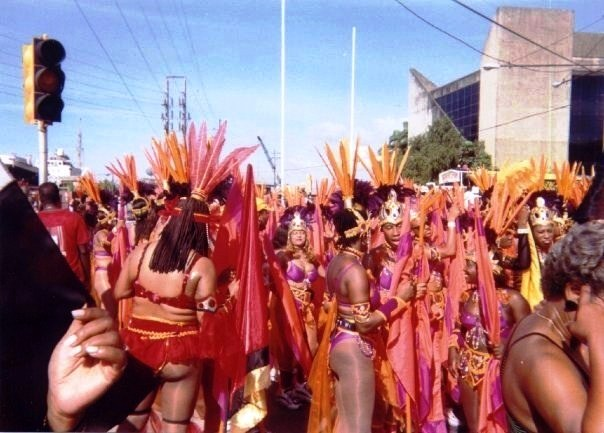
Lo schieramento al "Gran Baccanal" del Martedì Grasso.

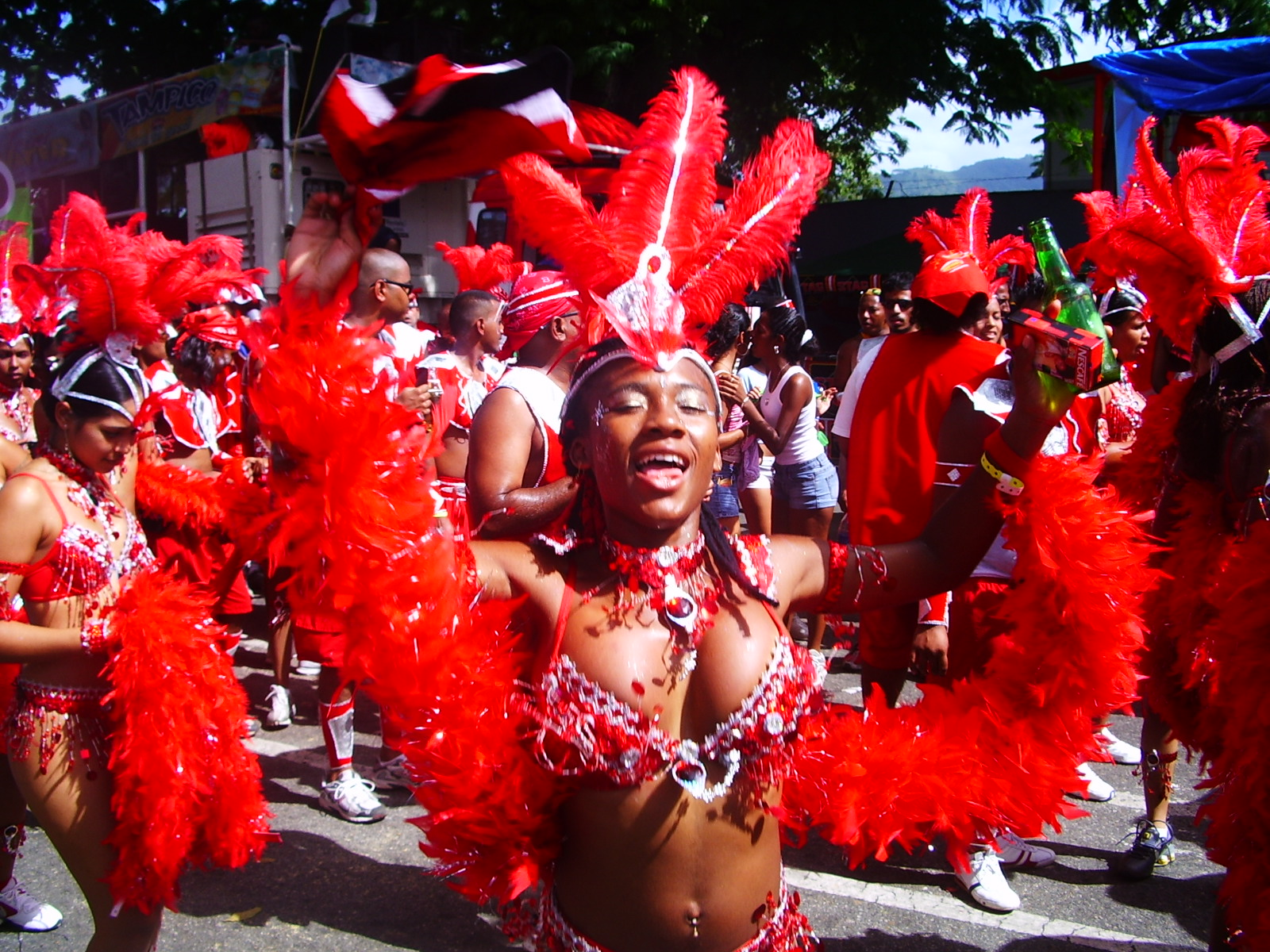
Martedì Grasso.

### Date Carnevale
Il prospetto mostra le date del Carnevale di Trinidad e Tobago dal 2013 al 2020.
| Calendario Anno | Carnevale Lunedì | Carnevale Martedì |
| --------------- | ---------------- | ----------------- |
| 2013            | Febbraio 11      | Febbraio 12       |
| 2014            | Marzo 3          | Marzo 4           |
| 2015            | Febbraio 16      | Febbraio 17       |
| 2016            | Febbraio 8       | Febbraio 9        |
| 2017            | Febbraio 27      | Febbraio 28       |
| 2018            | Febbraio 12      | Febbraio 13       |
| 2019            | Marzo 4          | Marzo 5           |
| 2020            | Febbraio 24      | Febbraio 25       |

### Competizioni
- Steelpan. Complessi nelle sezioni piccole, medie e grandi.
- Band. Gruppi mascherati nelle sezioni piccole, medie e grandi.
- Stickfighting.
- Panorama.
- Calypso e Limbo.
- Kiddies Carnival o Carnevale dei Bambini
- Calypso Monarch.
- Soca Monarch. Nelle sezioni Groovy e Power.
- Kings e Queens. Il Re e la Regina assoluti del Carnevale scelti mediante concorso fra Re e Regine delle Band.

I concorsi musicali costituiscono la colonna del Carnevale. Essere nominato Calypso Monarch è uno dei più grandi onori del paese e la competizione va in onda sulle reti televisive nazionali. Trinidad e Tobago è multiculturale (amerindi, europei, africani, indiani, cinesi e del Medio Oriente) e tutti i suoi gruppi hanno contribuito ad alimentare le influenze musicali e i suoni del Carnevale. Queste culture hanno dato vita a una musica molto diversa da quello del Carnevale in Spagna, Carnevale di Venezia o Carnevale di New Orleans. Costumi di Re e Regine di grandi dimensioni svolgono un ruolo importante nella celebrazione del Carnevale di Trinidad. Molti partecipanti indossano costumi elaborati, riccamente decorati con piume e paillettes. Bande di Carnevale sono gruppi organizzati composti da partecipanti che pagano per i costumi elaborati da designer e assemblati da squadre di volontari. La danza in costume dei partecipanti per le strade è garantita dal suono di una steel band, una fanfara o un dj soca a bordo dei tir musicali: tutto questo si riassume nel termine "giocare mas". Una caratteristica unica di questa sfilata è che la gente del posto e turisti partecipano alla parata di bande. Ogni banda è guidata da un Re e da una Regina che indossano costumi molto grandi che spesso richiedono le estensioni e le ruote per aiutare i "Masquerader" a portarli per le strade. Ogni anno la Dimanche Gras (Domenica di Carnevale) un concorso è tenuto per assegnare il titolo di Re e Regina del Carnevale. Il Carnevale di Lunedì e Martedì, le bande sono in competizione per vincere il titolo di Banda dell'anno. I bambini esternano il loro divertimento partecipando a piccoli "Carnevale dei Bambini", a concorsi e sfilate che si svolgono le settimane prima del culmine del festival. Il Carnevale fa parte del programma di studi nazionale, diversi piani di studio si svolgono presso le scuole di tutto il paese. Spetta alle autorità regionali organizzare e gestire manifestazioni simili in piccole città e villaggi.

### Band
Alla competizione partecipano numerose Band che seguono un tema assegnato che caratterizza il genere di costume. La singola Band è composta da svariate sezioni contraddistinte da variazioni di costume nell'ambito dello stesso tema. Band leader e designer iniziano a lavorare sulle loro presentazioni mesi in anticipo. I costumi sono disponibili per l'acquisto al campo mas. Alcuni campi offrono costumi in vendita online e tutta una serie di servizi che spaziano dalla Security all'assistenza medica, dalla logistica al catering, supporti necessari per affrontare le oltre 16 ore di corteo al sole di Port of Spain. Ogni Banda nomina un Re e una Regina della Band, i quali partecipano all'assegnazione del titolo di Re e Regina assoluti del Carnevale.
Elenco delle Band o gruppi mascherati partecipanti all'edizione "Gran Bacchanal" Carnevale 2013.
| ------------ 1 ------------                            | ------------ 2 ------------ | ------------ 3 ------------                                       | ------------ 4 ------------ | ------------ 5 ------------                                        | ------------ 6 ------------ | ------------ 7 ------------                                     |
| ------------------------------------------------------ | --------------------------- | ----------------------------------------------------------------- | --------------------------- | ------------------------------------------------------------------ | --------------------------- | --------------------------------------------------------------- |
| Blissl Archiviato l'8 giugno 2013 in Internet Archive. | Brian Mc Farlane            | Colorz Fuh So Archiviato il 28 febbraio 2013 in Internet Archive. | D Celebrities               | D Harvard Boys                                                     | D Harvard Revellers         | D Krewe                                                         |
| Dream Team                                             | Explosion Carnival          | Fantasy Carnival                                                  | Genesis                     | Glenn Carvalho Archiviato il 1º febbraio 2013 in Internet Archive. | Harts                       | Image Nation Mas                                                |
| Island People                                          | Just Friends                | K2K Alliance                                                      | Legacy                      | Oasis Carnival                                                     | Paparazzi Carnival          | Roam Mas                                                        |
| Ronni e and Caro                                       | Rosalind Gabriel            | Rugeri                                                            | Mas                         | Sobeit                                                             | Sonia Mack                  | Spice Carnival Archiviato il 3 luglio 2013 in Internet Archive. |
| Strictly Alternative Mas                               | The Word Carnival           | Tribe                                                             | Trini Revellers             | Utopia Mas Archiviato il 9 gennaio 2014 in Internet Archive.       | Wee International           | Yuma                                                            |

J'Ouvert Bands
| ------------------ 1 ------------------ | ------------------ 2 ------------------ | ------------------ 3 ------------------ | ------------------ 4 ------------------ | ------------------ 5 ------------------ |
| --------------------------------------- | --------------------------------------- | --------------------------------------- | --------------------------------------- | --------------------------------------- |
| 1st Trace Again J'ouvert Band           | Bail Out The J'ouvert Experience        | Blue Brats J'ouvert                     | Bubble Bath J'ouvert Band               | Caesar's Army                           |
| Chocolate City                          | Chocolate City Mas                      | D Image People                          | De Cocoa Crew & Friends                 | Dirty Dozen                             |
| Every Thing J'ouvert                    | Fantasies J'ouvert                      | Fantasy J'ouvert                        | Foamatic                                | Insomnicas                              |
| Jungle Fever J'ouvert                   | Kampus Boyz                             | Lords of Paint                          | Mas Jumbies                             | Menage a Trois                          |
| Mudders International                   | Mudsterz Ink                            | QPCC J'ouvert                           | Red Ants (Drunky Munky)                 | Red Jokers                              |
| Simply J'ouvert                         | Whyte Angels                            | Yellow Devils                           |                                         |                                         |

Kiddies Bands
| ----------- 1 ----------- | ----------- 2 ----------- | ----------- 3 ----------- | ----------- 4 ----------- | ----------- 5 ----------- | ----------- 6 ----------- |
| ------------------------- | ------------------------- | ------------------------- | ------------------------- | ------------------------- | ------------------------- |
| Carnival Babies           | D Midas                   | Gerard Kelly              | Image Nation Mas          | Rosalind Gabriel          | Spoilt Rotten Kids        |

### Personaggi
| Personaggi        | Descrizione |
| ----------------- | --- |
| Blue Jab Molassie | Diavolo mascherato dipinto di blu. La melassa ricorda il colore brillante della pelle nera delle popolazioni africane. Sempre legato alla principale attività dell'isola cui erano adibiti gli schiavi, la coltivazione della canna da zucchero e l'estrazione dei derivati. |
| Baby Dolls        | ritrae una bambola vestita allegramente con bimbo in braccio raffigurante un figlio illegittimo. Accusa gli astanti uomini di essere il padre del bambino. Maschera desueta. |
| Bats              | Pipistrelli, vampiri. |
| Bookman           | noto anche come il Gownman o Righello. Il Bookman porta una penna e un grande libro in cui scrivere i nomi di potenziali anime per il diavolo. |
| Burrokeet         | derivato dalla parola spagnola burroquito: asinello. La foggia del costume ricalca la figura del cavaliere a cavallo del somaro. |
| Cow Band          | risale ai tempi del Canboulay era tradizionalmente svolto dagli addetti alla macellazione travestiti da vacche o da buoi. Restano in uso i copricapo di qualsiasi foggia e materiale con le corna. |
| Dame Lorena       | o Dame Lorine riproposizione dei costumi eleganti dell'aristocrazia francese del XVIII e XIX secolo. |
| Indiani Fancy     | personaggi che richiamano le popolazioni indigene del Nord America. |
| Grenade Pierrot   | personaggio che discute i temi del giorno accompagnato da menestrelli "Minstrel", giullare colto, orgoglioso, ironico e sarcastico, cita spesso personaggi shakespeariani. Molto simile ad Arlecchino. |
| Jab               | è il termine patois francese o forma dialettale per "Diable" o "Devil" per indicare il Diavolo. |
| Jab Jab           | o Jabs Jab è il termine con la stessa derivazione del precedente che indica i Diavoli più cattivi. Oltre il Jab Jab include il Mas Devil, il Beast King, il Mas Drago ai quali si attribuisce una radicata conoscenza del bene, del male e tutti i loro elementi. |
| Jab Jab Jab       | è il termine che indica tutta l'assemblea dei Diavoli che caratterizza il J'Ouvert. |
| Jab Molassie      | è una delle diverse varietà di "Mas" o diavolo mascherato del Carnevale di Trinidad e Tobago. Il costume è composto da pantaloni corti o pantaloni tagliati al ginocchio sempre più sostituiti da pratici slip, una maschera e le corna. Il Molassie indossa catene, serrature, chiavi intorno alla vita e imbraccia un forcone. Il corpo spalmato con grasso, catrame, fango o colorato di rosso o di verde o di blu. Esegue "vini" o "gyrates" accompagnato dal battito ritmico eseguito su scatole o padelle da parte dei suoi folletti, altri reggono la sua catena nel tentativo di contenerlo mentre esegue la sua danza sfrenata. |
| La Diablesse      | figura di donna bella e seducente, indossa gli abiti lunghi di un tempo, sottoveste e un grande cappello col velo. Il vestito nasconde il piede destro di mucca, il cappello e il velo nascondono il volto di vecchia morta con gli occhi ardenti. Quando si muove si può sentire il suono debole delle catene sferraglianti. Circuisce gli uomini facendone perdere l'orientamento. |
| Midnight Robber   | personaggio dalla millanteria grandiosa, uno stile derivato dai cantastorie africani Griot. Conosciuto pure come Talk Robber. |
| Minstrel          | musicista in qualità di menestrello errante, si distingue per il volto dipinto di bianco. |
| Moko Jumbies      | Figure su trampoli. "Moko" deriva dal nome di un Dio dell'Africa occidentale. L'altezza dei trampoli è associata con la capacità di avere orizzonti più ampi e prevedere il male in modo più veloce degli uomini comuni. Il Jumbie Moko è sentito come protettore del villaggio. |
| Molassie Devils   | è il patois francese per mélasse (melassa). Prodotto ricavato dalla centrifugazione del succo di canna da zucchero. Dalla sua fermentazione si ricava il rum e talvolta anche la vodka. |
| Lagahroo          | o Lagahoo o Loup Garou è un personaggio che si presenta come un animale dal busto in giù e può anche alterare le sue dimensioni da piccole a molto grandi in un istante. Questo viene fatto di notte, scuote e trascina catene e porta in mano una frusta simile a mazzo di bastoncini secchi e canne. |
| Papa Bois         | altrimenti Maître Bois vecchio molto peloso protettore degli animali e della natura, guardiano della foresta. Derivato dal "Sasabonsam" delle popolazioni Akan del Ghana. |
| Glow Mama         | o Mama DLO o Mama Dglo metà donna e metà serpente con lunghi e fluenti capelli. Custode dei luoghi acquatici e umidi, fa coppia con Papa Bois. |
| Negue Jadin       | personaggio che imitava i costumi europei, desueto. |
| Sailor Mas        | figura che ricalca i militari inglesi, francesi e americani sbarcati sull'isola distinti in Francia Libera Sailor, Sailor Re, e Sailor Fancy. Balli eseguiti il Bote, Granchio, Marrico, Pachanga, Rock de Barca, Skip Jack e la Passeggiata Camel. |
| Soucouyant        | Il Soucouyant vive di giorno come una vecchia, confinata nelle periferie delle zone abitate. Di notte si spoglia della sua pelle rugosa che ripone in un mortaio e vola nelle tenebre alla ricerca di una vittima assumendo le sembianze di una palla di fuoco. Entra nella casa della vittima designata attraverso il buco della serratura o crepa o fessura per andare a succhiare il sangue e trasformare il malcapitato in un suo simile. Figura nota pure col nome di Ole-Higue Loogaroo. Derivata dal "Sukundayo" delle popolazioni Fula di Mauritania e Camerun o "Obayifo" delle popolazioni Akan del Ghana.                     |
| Duens             | o Dwens: spiriti dei bimbi non battezzati; Figure derivate dalle credenze delle popolazioni Efik di Nigeria, Camerun e di Guinea. Presso le tribù "Kalabari" sono spiriti degli infanti che non hanno superato i riti d'iniziazione o i 7/9 giorni di vita e quindi non abbastanza forti da essere considerati a pieno titolo membri della famiglia e della comunità. |
| Altri             | Elenco dei personaggi che appartengono al folklore: Folletti; Jumbee o Jumbie o Mendo è un tipo di spirito o demone mitologico; Gang Gang Sara strega benevola africana del Vicolo d'Oro; Buck o Dollaro; Sirene e Fairymaids; Stregoni; Silk Cotton Trees: alberi di seta e di cotone dimore di spiriti Duppies e Duens; Duppies: fantasmi; Jacakalantan luce misteriosa che appare e attrae la gente, fuorviante per gli incauti in aree remote facendoli smarrire e poi svanisce. |

## Galleria d'immagini

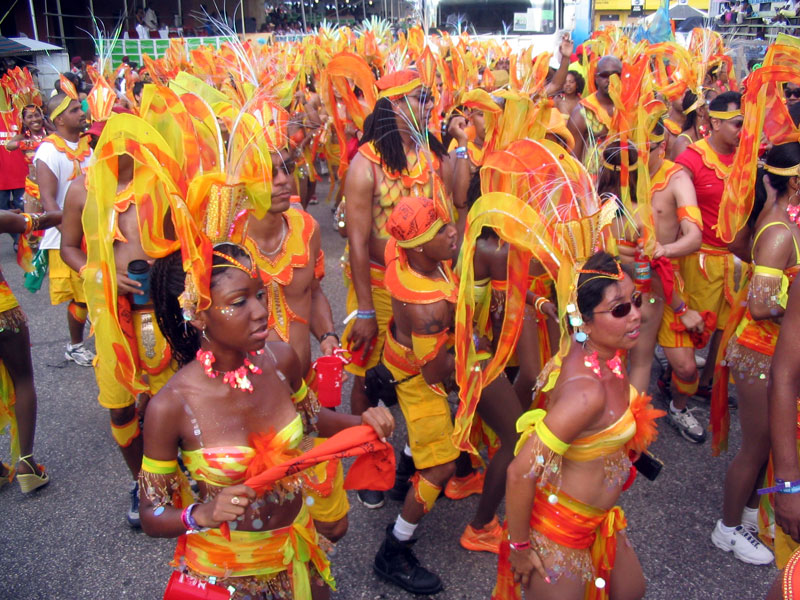
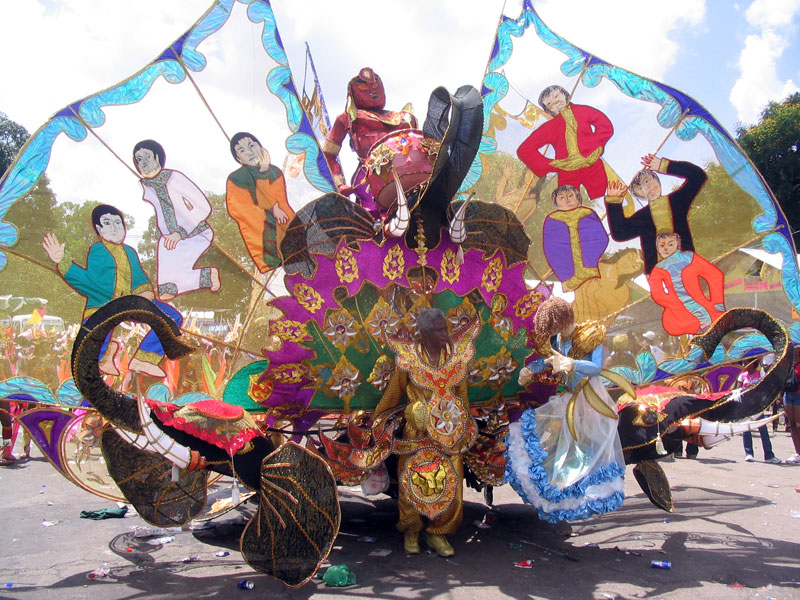
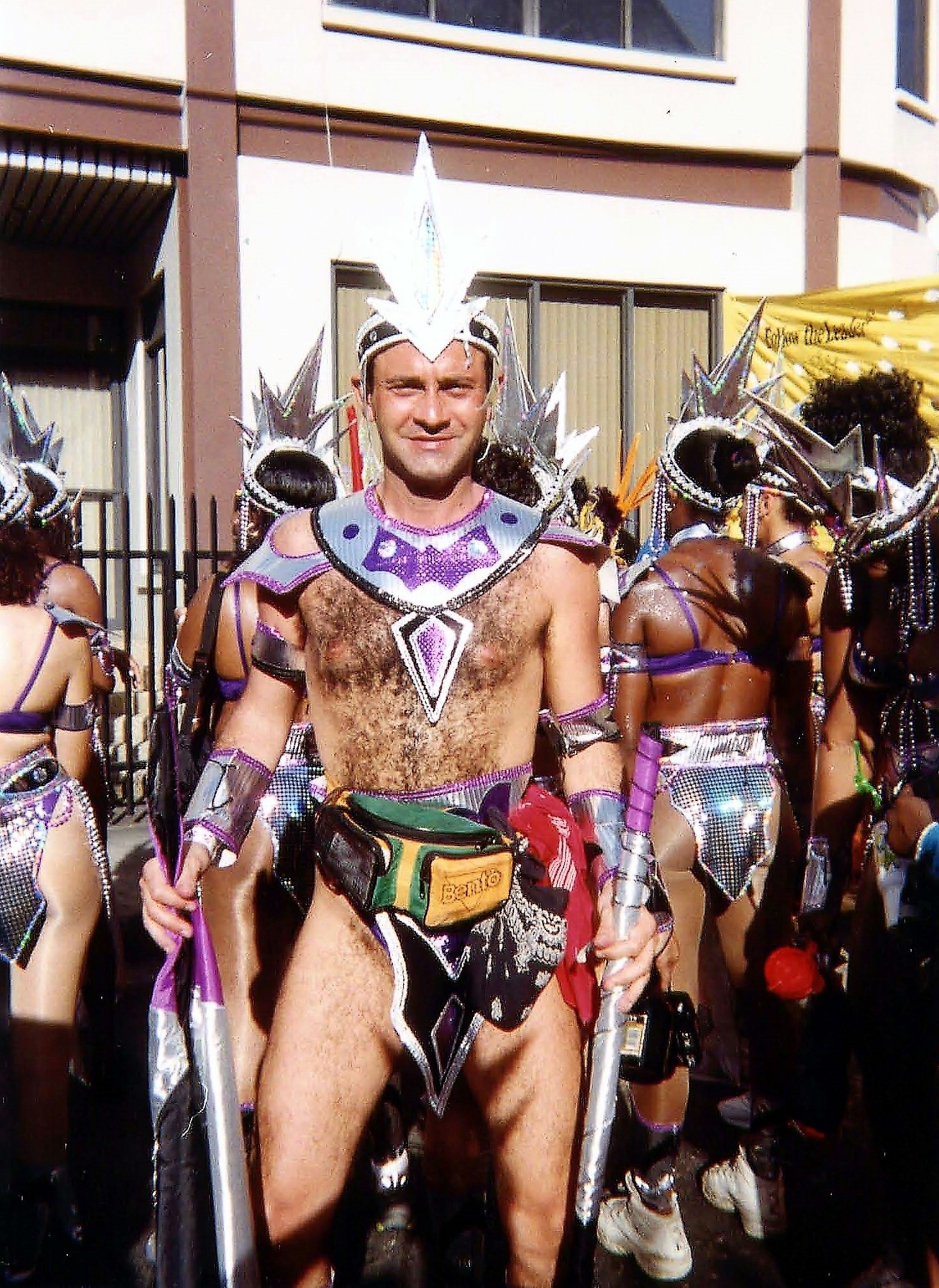
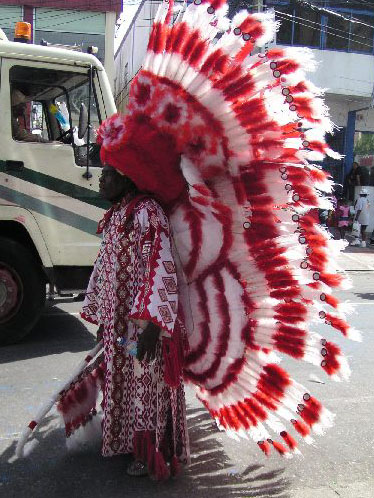
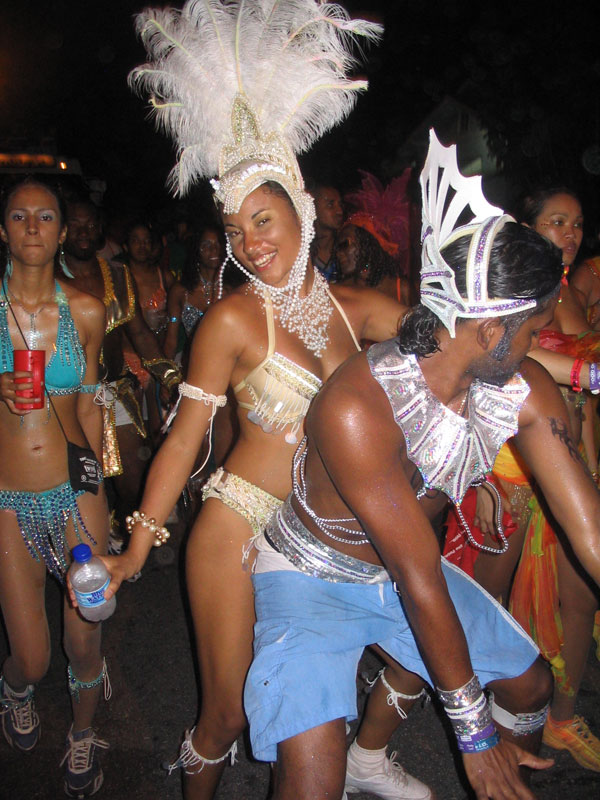
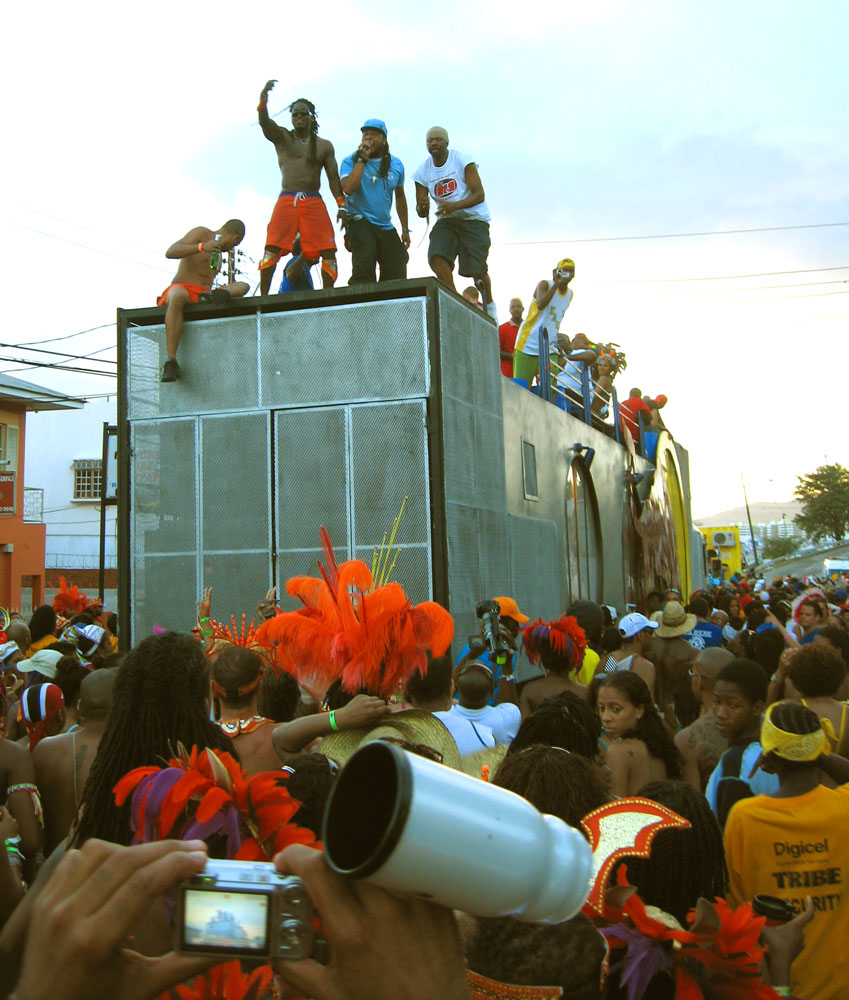
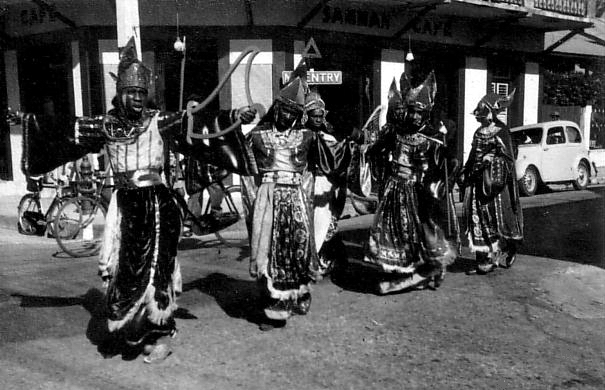
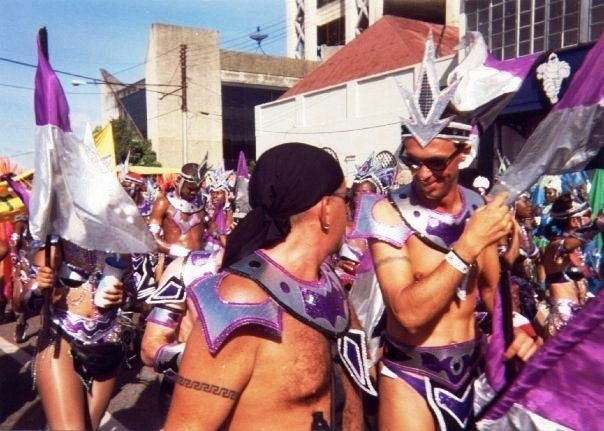
Lo schieramento Italiano al "Gran Baccanal" del Martedì Grasso